# 2020年東京オリンピックのポルトガル選手団
2020年東京オリンピックのポルトガル選手団は、2021年7月23日から8月8日にかけて日本の首都東京で開催された2020年東京オリンピックのポルトガル選手団、およびその競技結果。

## メダル
| メダル | 選手名                 | 競技   | 種目                                 | 日付    |
| ------ | ---------------------- | ------ | ------------------------------------ | ------- |
| 金     | ペドロ・ピチャルド     | 陸上   | 男子三段跳                           | 8月5日  |
| 銀     | パトリシア・マモナ     | 陸上   | 女子三段跳                           | 8月1日  |
| 銅     | ジョルジ・フォンセカ   | 柔道   | 男子100kg級                          | 7月29日 |
| 銅     | フェルナンド・ピメンタ | カヌー | 男子スプリント・カヤック（K-1）1000m | 8月3日  |

## セーリング
- 男子49er級[1]